# Leipsic, Ohio
Leipsic là một làng thuộc quận Putnam, tiểu bang Ohio, Hoa Kỳ. Năm 2010, dân số của làng này là 2093 người.